# Stine Bierlich
Christine Bierlich, kendt som Stine Bierlich (født 14. februar 1967 i København, død 20. februar 2007 smst) var en dansk skuespiller. Hendes tidligste optræden var i den semidokumentariske Livet i Danmark, lavet af hendes stedfar Jørgen Leth.
Hun fik i 1986 både en Robert og Bodilprisen for bedste kvindelige hovedrolle for sin rolle i Ofelia kommer til byen. I sine senere år arbejdede hun på en selvbiografisk dokumentarfilm instrueret af Linda Wendel, som hun tidligere havde haft et nært samarbejde med i forbindelse med Ballerup Boulevard og Lykken er en underlig fisk, der begge er instrueret af Wendel. Bierlich medvirkede også i Wendels afgangsfilm fra filmskolen i 1984.
Hun forlod skuespillermiljøet efter sin sidste rolle i Susanne Biers novellefilm Brev til Jonas fra 1992.
Hun døde som blot 40-årig.
I portrætfilmen: Født til filmen - Stines korte liv fra 2015 skildres hendes karriere og baggrunden for hendes tidlige død.

## Filmografi
- Livet i Danmark (1971)
- Smertens børn (1977)
- Slægten (1978)
- I lige linie (1984)
- Ofelia kommer til byen (1985)
- Ballerup Boulevard (1986)
- Jorden er giftig (1988)
- Lykken er en underlig fisk (1989)
- Brev til Jonas (1992)